# بنای تاریخی سردره
بنای تاریخی سردره مربوط به سدهٔ ۵ و ۶ ه.ق است و در شهرستان گرمسار، بخش ایوانکی، شهر ایوانکی، ۲۰۰ متری شمال شرق آب‌انبار سردره واقع شده و این اثر در تاریخ ۲۶ اسفند ۱۳۸۷ با شمارهٔ ثبت ۲۶۰۷۷ به‌عنوان یکی از آثار ملی ایران به ثبت رسیده است.